# Stefan Hossfeld

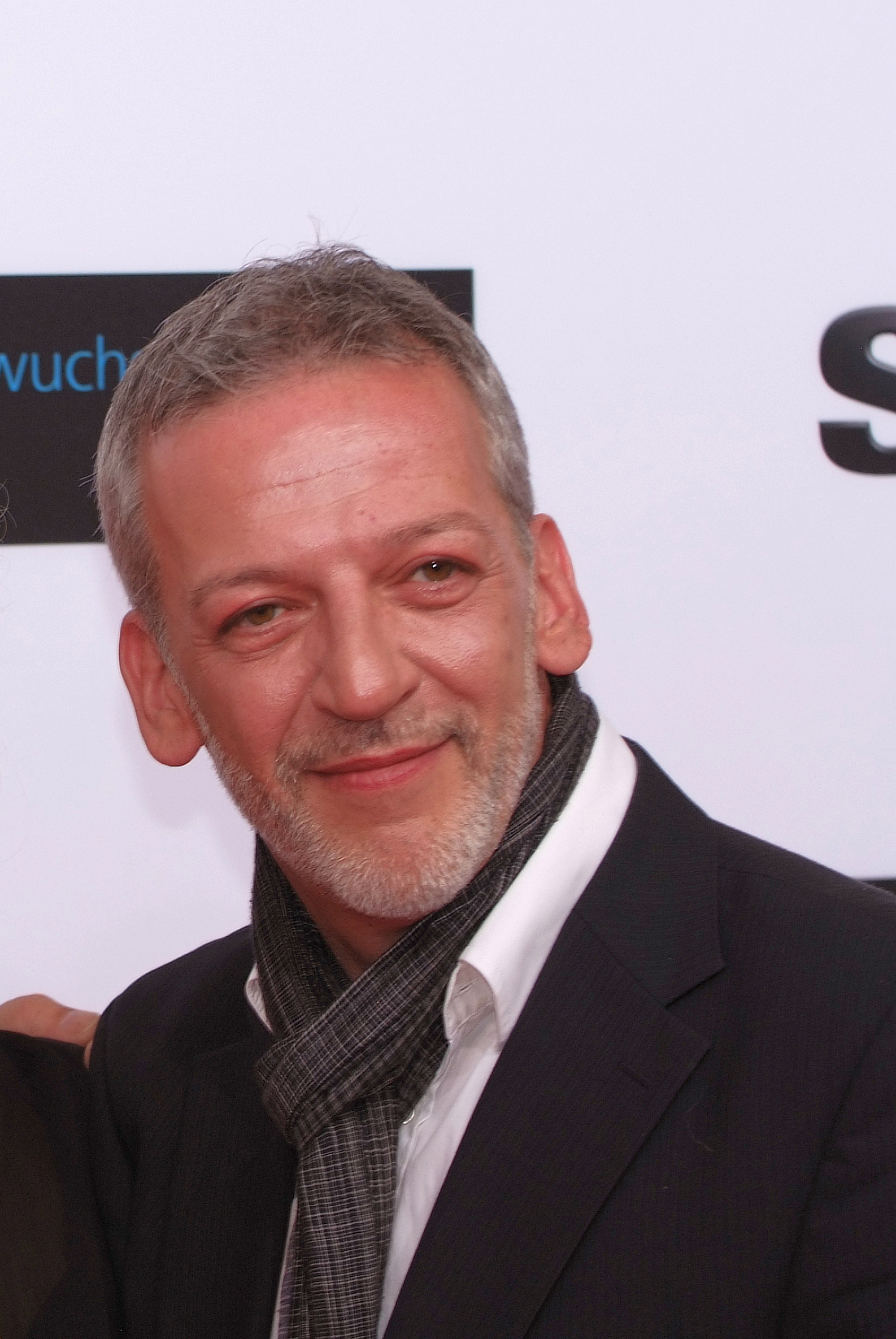
Stefan Hossfeld beim Studio Hamburg Nachwuchspreis 2012

Stefan Hossfeld (* 1964) ist ein deutscher Schauspieler und Regisseur.

## Leben
Hossfeld studierte an der Ludwig-Maximilians-Universität in München. Von 1989 bis 1992 absolvierte er eine Schauspielausbildung und Regieausbildung an der Neuen Münchner Schauspielschule von Ali Wunsch-König. Von 1993 bis 1996 übernahm er mehrere Regiehospitanzen am Theater bei Erika Prahl, Dagmar Schlingmann, Jochen Schröder und im Fernsehen, unter anderem bei Sabine Moeller, Maria Graf und Christa Mühl.
Er arbeitete als Theaterschauspieler, unter anderem in Österreich. So spielte er in der Spielzeit 1993/94 am Stadttheater Klagenfurt den Freder in den Schauspiel Krankheit der Jugend in einer Inszenierung von Dagmar Schlingmann. Als Schauspieler und Regisseur war er in den letzten Jahren unter anderem mit den Mörderspiel-Produktionen, einer Mischung aus Theaterspiel und Event-Gastronomie, auf Tournee.
Hossfeld arbeitet mittlerweile hauptsächlich als Schauspieler und Regisseur für das Fernsehen. In der ARD-Telenovela Rote Rosen spielte Hossfeld die Rolle des intriganten Lüneburger Geschäftsmannes Gerd Hannemann. Hossfeld gehörte zum wiederkehrenden und in den Jahren 2011–2012 zum durchgehenden Nebencast der Serie. Bei einigen Folgen der Serie führte Hossfeld auch Co-Regie. 
In dem Low-Budget-Film Bauernfrühstück (2011) von Michael Söth übernahm er an der Seite von Eva Habermann eine der Hauptrollen. Er verkörpert die Rolle des Dorfbürgermeisters Hartmut Pansegrau, der seine Mitbürger vor einem Eindringling, der die ländliche Idylle stört, beschützen will.
Als Regisseur war Hossfeld unter anderem für das ZDF bei der Fernsehshow Annettes DaschSalon, einer Musikshow mit der Star-Sopranistin Annette Dasch, im ZDFtheaterkanal tätig.
Hossfeld trat auch als Rezitator auf; so las er 2002 bei der Langen Nacht der Bücher in München gemeinsam mit der Schauspielerin Angelika Thomas aus Briefen von Hannah Arendt, Erika Mann, Brigitte Reimann und Kurt Tucholsky.
Er ist außerdem als freiberuflicher Schauspielcoach und Moderator, unter anderem gemeinsam mit Burkhard Schmeer, tätig. Hossfeld lebt in Lüneburg.

## Filmographie (Auswahl)

### Schauspieler
- 2007–: Rote Rosen (Telenovela)
- 2011: Bauernfrühstück – Der Film

### Regisseur
- seit 2001: Regiearbeiten für Dokumentationen und Beiträge, u. a. für BR, ARD, ZDF, Reuters
- 2008; 2009: Annette Dasch-Salon; 1. Staffel (ZDFtheaterkanal und 3sat)
- 2010–2012: Rote Rosen (Telenovela; 23 Folgen)
- 2013–: Schicksale (Constantin Entertainment)